# Карелия (подводная лодка)
К-18 «Каре́лия» — советский и российский атомный ракетный подводный крейсер стратегического назначения проекта 667БДРМ «Дельфин» (Delta-IV в терминологии НАТО). С 1989 года входит в состав 13-й, затем 31-й дивизии подводных лодок Северного флота.

## История строительства
Подводный крейсер К-18 был заложен на Севмаше 7 февраля 1986 года под заводским номером 384.
10 марта того же года зачислен в списки ВМФ СССР. В апреле 1987 года в учебный центр эстонского города Палдиски был направлен офицерский состав будущей подводной лодки.
В конце декабря в учебный центр прибыли мичманы и моряки срочной службы, к 1 января 1988 года экипаж был сформирован, его командиром назначен капитан 1-го ранга Виталий Пархоменко.
2 февраля 1989 года спущен на воду. 8 июня корабль впервые вышел в море на заводские ходовые испытания. 24 августа выполнен успешно первый запуск ракеты. 10 октября государственная комиссия приняла АПЛ в состав ВМФ. 11 октября 1989 года передан в состав ВМФ и на корабле поднят военно-морской флаг. К-18 стал шестым кораблём в серии из семи подводных крейсеров этого типа, построенных с 1981 по 1992 год.

## История службы
31 октября 1989 года К-18 вошёл в состав 13-й дивизии подводных лодок с базированием на бухту Оленья Губа. 4 сентября 1990 года, после завершения подготовки экипажа и корабля, К-18 впервые вышел на боевое патрулирование, которое продолжалось 72 дня.
Во время третьего арктического группового похода, совершённого в июле-августе 1994 года, экипаж К-18 первым водрузил на Северном полюсе Андреевский и Российский флаги Поход выполнялся вместе с АПЛ «Даниил Московский».
За успешное выполнение задачи 60 подводников получили государственные награды, командиру К-18 Юрию Юрченко было присвоено звание Героя России.
31 мая 1996 года К-18 посетили представители правительства Республики Карелия, через неделю в Петрозаводске был подписан договор об установлении шефских связей. 18 сентября решением Главкома ВМФ крейсеру присвоено почётное наименование «Карелия».
22 ноября 1996 года на борту «Карелии» побывал премьер-министр Виктор Черномырдин в сопровождении министра обороны Игоря Родионова и главнокомандующего ВМФ адмирала Феликса Громова. 6 июня 1998 года крейсер посетила делегация военных США во главе с командующим Ю. Хебиджером. В феврале 1999 года — мэр Москвы Юрий Лужков.
27 марта 2000 года «Карелия» выполнила две стрельбы, старшим на борту был командующий СФ адмирал Вячеслав Попов.

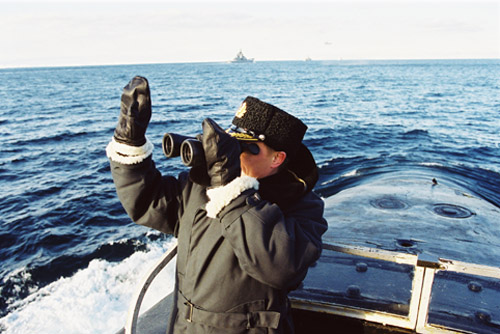
И. о. президента РФ Владимир Путин на борту «Карелии», 6 апреля 2000 года

В апреле 2000 года на борту «Карелии» в подводники был посвящён и. о. президента РФ Владимир Путин.
В память о пребывании на корабле в вахтенном журнале Владимир Путин оставил запись.
10 сентября 2000 года успешно выполнены ракетные стрельбы на приз Главнокомандующего ВМФ.
В начале 2002 года проведён поддерживающий ремонт.
Работы по среднему ремонту и модернизации начались в октябре 2004 года.
Из-за недостаточного финансирования ремонт затянулся, основные усилия были сосредоточены на сдаточных заказах. На время ремонта ракетоносец был передан 400-му ремонтному экипажу, под руководством капитана 1-го ранга Ивана Шиндяпина.

18 февраля 2004 года в рамках командно-штабных учений «Безопасность-2004» проведён неудачный запуск ракеты «Синева». С 98-й секунды ракета стала отклоняться от заданной траектории, после чего произошла её самоликвидация.
До швартовки в августе 2004 года у причала судоремонтного завода «Звёздочка» подводная лодка выполнила 12 боевых служб, 26 боевых дежурств, провела 14 ракетных стрельб, прошла более 140 тысяч миль.
В ноябре 2006 года выполнена постановка в эллинг цеха № 15, после чего начались основные работы по ремонту.
В октябре 2008 года были завершены работы на гребном валу в десятом отсеке.
22 ноября 2008 года на ФГУП «Машиностроительное предприятие „Звездочка“» состоялся торжественный вывод из эллинга и спуск на воду. К этому времени готовность оценивалась в 71 %.
В начале декабря в ходе прямого эфира северодвинцы задавали вопросы Владимиру Путину на фоне корпуса АПЛ «Карелия». 13 декабря «Карелия» была выведена из док-камеры и началась подготовка к операции номер один. В марте 2009 года завершена двухмесячная процедура замены топлива в реакторах, после которой на «Карелию» было загружено 22 тонны турбинного масла и начались работы по отладке и отмывке масляных систем паротурбинной установки. 13 июля  по временному трубопроводу на системы корабля был успешно подан пар от внешнего источника, что позволило приступить к комплексным швартовым испытаниям.
В ходе модернизации на подводную лодку был установлен новый торпедно-ракетный комплекс ТВР-671РТМ. Сообщалось о монтаже комплекса связи «Молния ЛМ-1» и акустического «Шлюз». После модернизации основного ракетного комплекса основным вооружением стали ракеты Р-29РМУ2 «Синева», снизилась шумность «Карелии», повысились возможности обнаружения подводных лодок противника.
10 ноября 2009 года крейсер вышел на заводские ходовые испытания.
Для капитана второго ранга Алексея Сысуева этот выход стал первым в командирской должности. Во время испытаний на борту присутствовал командующий Беломорской ВМБ контр-адмирал Андрей Рябухин.
В декабре подводная лодка вернулась к причалу «Звездочки», успешно выполнив программу второго этапа ходовых испытаний.
4 декабря на КДП-7, где ошвартована подводная лодка, состоялось вручение премий от генерального директора корабелам, отличившимся при ремонте.
Всего программа заводских испытаний предусматривала три выхода в море. В середине декабре программа испытаний была завершена.
13 января 2010 года крейсер отправился к месту постоянной дислокации.
Торжественная церемония подписания акта о передаче флоту стратегического ракетоносца состоялась 22 января 2010 года, после прибытия к месту приписки.
Предполагается, что срок службы после модернизации составит 10 лет. «Карелия» стала пятым стратегическим ракетоносцем, отремонтированным на предприятии «Звездочка».
28 апреля 2015 года атомная подводная лодка «Карелия» вернулась из дальнего похода.
По результатам боевой подготовки атомного подводного ракетного крейсера стратегического назначения признан лучшим на Северном флоте по итогам 2019 года.
По состоянию на 2024 год АПЛ «Карелия» проходит средний ремонт на СРЗ «Звёздочка». Первый выход на боевую службу после ремонта планируется в 2026 году, ремонт продлит срок службы корабля до 2038 года.

## Командиры
Первый экипаж
- капитан 1 ранга Виталий Пархоменко — с 1987 по 1991,
- капитан 1 ранга Андрей Безкоровайный — с 1991 по 10 октября 1998[3],
- капитан 1 ранга Михаил Банных — с 10 октября 1998[3] по 2000,
- А. М. Кораблев — с 2000 по 2006,
- капитан 1 ранга Анатолий Коваленко — с 2006[3] по 2009,
- капитан 2 ранга Алексей Сысуев — с 2009[14] по 2013,
- капитан 1 ранга Антон Глодев — c 2013 по н. в.

Второй экипаж
- капитан 1 ранга Юрий Александрович Бакалдин — с 1988 по 1993,
- капитан 1 ранга Николай Михайлович Максимов — 1993 г.,
- капитан 1 ранга Виктор Танков — с 1994 по 1997,
- В. А. Петров — с 2017 по 2019 (с перерывами),
- капитан 1 ранга Игорь Степаненко[26] — с 2010 по ~2017,
- капитан 1 ранга Антон Масленников — с 2018 по н. в.

Другие экипажи
- капитан 1 ранга Юрий Юрченко — командир 2-го экипажа К-117, поход к полюсу в июле-сентябре 1994 года.